# 薩曼達爾
薩曼達爾，是一個位於北高加索里海西岸的可薩汗國城市，它的具體位置不明，但多數認為是在現在基茲利亞爾。這里也是可薩汗國第二個首都。
這個城市的名稱來自北高加索匈人一個部落扎賓達爾，希臘作家西摩卡塔提及扎賓達爾部在598年由亞洲遷移到歐洲，大概是傑爾賓特以北。
薩曼達爾有猶太人，基督徒和穆斯林生活，各有自己的宗教處所。這里也是720-750年可薩汗國的首都，但因阿拉伯人入侵遷都阿的爾，後在960年毁於羅斯人斯维亚托斯拉夫·伊戈列维奇的入侵。
根據伊斯蘭史家伊斯塔克里，薩曼達爾有肥沃葡萄園，生產大量高品質葡萄酒。